# Herb Wildman
Herbert Henry Wildman, detto Herb (Marion, 6 settembre 1912 – Los Angeles, 13 ottobre 1989), è stato un pallanuotista statunitense, vincitore di una medaglia di bronzo all'olimpiade di Los Angeles 1932.